# توماس داي
توماس داي  (بالإنجليزية:  Thomas Day)‏،  (ولد في 22 يونيو 1748 - توفي في 28 سبتمبر 1789)،  هو كاتب بريطاني مناهض للاسترقاق.

## روابط خارجية
- توماس داي على موقع الموسوعة البريطانية (الإنجليزية)